# Свиридов, Павел Ефимович
Павел Ефимович Свиридов (1904—1955) — генерал-лейтенант Советской Армии, участник Гражданской и Великой Отечественной войн.

## Биография
Павел Свиридов родился в 1904 году в селе Покровка (ныне — территория Оренбургской области). В 1919 году пошёл на службу в Рабоче-крестьянскую Красную Армию. Участвовал в боях Гражданской войны.
3 мая 1942 года Свиридову было присвоено звание генерал-майора, а 2 ноября 1944 года — генерал-лейтенанта. В апреле 1945 года он был направлен на стажировку на должность начальника штаба 5-й ударной армии. В этом качестве участвовал в Берлинской операции, принимал активное участие в разработке плана действий частей армии, во время боёв часто выезжал в действующие подразделения.
После окончания войны Свиридов продолжил службу в Советской Армии. Скончался в 1955 году, похоронен на Новодевичьем кладбище Москвы.
Был награждён орденом Ленина, двумя орденами Красного Знамени, орденами Кутузова 2-й степени, Отечественной войны 1-й степени и Красной Звезды, рядом медалей.